# تدليس (علم الحديث)
التدليس في سياق علم الحديث هو إخفاء عيب في الإسناد(ملاحظة 1) لتحسين ظاهره. كأن يوهم المدلس من يستمع له بأن إسناده متصل وهو ليس بمتصل، والتدليس على نوعين: تدليس إسناد، وتدليس شيوخ.

## تدليس الإسناد
تدليس الإسناد وله أربع صور:

### الإسقاط
الإسقاط هو أن يُسقط الرواي من إسناد الحديث الراوي الذي فوقه، ويَنسب الحديث للرواي الذي يلي من فوقه رغم أنه لم يسمعه منه مباشرة مستخدما أحد ألفاظ الأداء التي توهم الآخرين بأنه قد سمعه منه مباشرة، دون أن يصرح به، فإن استعمل أحد ألفاظ الأداء الصريحة في السماع (مثل حدثني) فقد صار كذابا.
- مثله: تدليس بقية بن الوليد لبعض الأحاديث التي لم يسمعها من الأوزاعي، فيقول عند روايتها: «عن الأوزاعي» أو «قال الأوزاعي» أو «ذكر الأوزاعي»، موهما الآخرين أنه قد سمع مباشرة من الأوزاعي وهو لم يسمع منه مباشرة.
- مثل آخر: ما رواه أبو عوانة عن الأعمش عن إبراهيم التيمي عن أبيه عن أبي ذر أن النبي ﷺ قال: «فلان في النار ينادي: يا حنان يا منان»، قال أبو عوانة: قلت للأعمش: «سمعت هذا من إبراهيم؟»، قال:«لا، حدثني به حكيم بن جبير عنه» . فقد دلس الأعمش الحديث عن إبراهيم. فهنا نرى أن:

### التسوية
التسوية هي أن يروي المدلس حديثا عن راو ضعيف بين ثقتين لقِي أحدهما الآخر، فيُسقط الراوي الضعيف، ويجعل بين الثقتين عبارة توهم الاتصال بينهما دون واسطة، فيبدو الإسناد كما لو كان كله ثقات، وقد سماه القدماء تجويد.
- مثله: الوليد بن مسلم الذي كان يحدث بأحاديث الأوزاعي عن الكذابين، ثم يدلسها.

### القطع
القطع هو مثل تدليس الإسقاط، لكن يضاف عليه إسقاط لفظ الأداء أيضا، بأن يقطع (يحذف) لفظ الأداء عن الراوي.
- مثله: ما قاله علي بن خشرم: كنا عند ابن عيينة فقال: «الزهري..» (أي أنه بدأ رواية حديث أول سنده الزهري دون أن يستخدم لفظ أداء قبل الزهري)، فقيل له: «حدثك؟» (أي هل حدثك الزهري بهذا الذي سترويه) فسكت ابن عيينة، ثم قال «الزهري..»، فقيل له: «سمعته منه؟» فقال: «لم أسمعه منه ولا ممن سمعه منه، حدثني عبد الرزاق عن معمر عن الزهري».[2]

### العطف
العطف هو أن يُصرح الراوي بالرواية عن شيخ له سمع منه الحديث، ويعطف عليه شيخا آخر لم يسمع منه ذلك الحديث.
- مثله: أن جماعة من أصحاب هشيم اجتمعوا يوما على أن لا يأخذوا منه التدليس، ففطن لذلك فكان يقول في كل حديث يذكره: «حدثنا حصين ومغيرة عن إبراهيم» فلما فرغ قال لهم: «هل دلست لكم اليوم؟» فقالوا: «لا» فقال: «لم أسمع من مغيرة حرفا مما ذكرته، إنما قلت حدثني حصين، ومغيرة غير مسموع لي».

### حكم تدليس الإسناد
تدليس الإسناد بصوره كلها مكروه جدا، ذمه أكثر العلماء، قال فيه شعبة بن الحجاج: «التدليس أخو الكذب»، وقال فيه عبد الله بن المبارك «والله لا يقبل تدليسا»، وقال فيه الحافظ العلائي: «ولا ريب في تضعيف من أكثر من هذا النوع».
وأما حكم حديث المدلس تدليس الإسناد مختلف فيه، فمنهم من شدد فجرحه ولم يقبل حديثه مطلقا، ومنهم من تساهل فقبله مطلقا، والصحيح الذي عليه جمهور الأئمة هو التفصيل، وهو أن ما رواه المدلس الثقة بلفظ محتمل لم يبين فيه السماع والاتصال حكمه حكم المنقطع مردود، وما رواه بلفظ مبين للاتصال نحو "سمعت، وحدثنا، وأخبرنا" فهو متصل، يحتج به إذا استوفى السند والمتن باقي شروط التصحيح.

## تدليس الشيوخ
- تدليس الشيوخ هو أن يروي الراوي حديثا سمعه من شيخه، فيسميه أو يكنيه أو ينسبه أو يصفه بما لا يُعرف به هذا الشيخ كي لا يعرف.[3]
  - مثاله: أن الحارث بن أبي أسامة روى عن الحافظ أبي بكر عبد الله بن محمد بن عبيد بن سفيان الشهير بابن أبي الدنيا فدلسه، فمرة سماه «عبد الله بن عبيد» ومرة «عبد الله بن سفيان» ومرة «أبو بكر بن سفيان».

ويقع هذا النوع كثيرا في كتب المتأخرين، وكثيرا ما يقصد المحدث من ذلك امتحان أذهان الطلاب واختبار المشتغلين بالعلم، ولفت نظرهم إلى حسن التأمل في الرواة وأحوالهم وأنسابهم وغير ذلك، وقد استوفى العلماء هذا النوع من التدليس فبينوا من عُرف بأسماء ونعوت متعددة.

### حكم تدليس الشيوخ
وحكم هذا القسم في الكراهة أخف إجمالا من القسم السابق، لأن الشيخ الذي دُلس اسمه يمكن معرفته من أهل الدراية بالرواة وأسمائهم.
وتختلف الكراهة باختلاف المقاصد الحاملة على هذا النوع من التدليس، وشره إذا كان المروي عنه ضعيفا، فيدلسه الراوي حتى لا تظهر روايته عن الضعفاء، أو يُتَوهم أنه راو من الثقات يوافق اسمه وكنيته، وقد يكون الحامل على ذلك إيهام كثرة الشيوخ.

## وصلات خارجية
- مكتبة الحديث النبوي الشريف
- تحقق من صحة أي حديث

## هوامش
- ملاحظة 1 السند والإسناد قد يطلق أحدهما على الآخر[4]